# Протопопов, Михаил Николаевич
Михаил Николаевич Протопопов (10 октября 1859, Киев — 7 июня 1927, Севастополь, Крымская АССР) — российский и советский художник, реставратор и фотограф. Проживал в Севастополе.

## Биография
Родился 10 октября 1859 в Киеве. Окончил Киевское художественное училище (1880).
С 1882 года проживал в Севастополе, где преподавал рисование в различных учебных заведениях города. За более чем 40-летнюю преподавательскую деятельность он трудился в рисовальной школе академика А. Е. Карнеева, реальном училище, женской гимназии, коммерческом училище Горцвейна, народном университете и рабочем Политехникуме.
Участвовал в выставках художников-передвижников в Москве и Санкт-Петербурге. Участник Всероссийского съезда художников в Петербурге (1913). Был одним из учредителей севастопольского художественного кружка «Среда» (1912—1914). Сотрудничал с первым директором музея в Херсонесе Карлом Косцюшко-Валюжиничем. Фотографии Протопопова публиковались в изданиях Императорской археологической комиссии.
Некоторые его картины были репродуцированы и печатались в виде открыток в Стокгольме и Нижнем Новгороде. Занимался художественно-реставрационными работами в храме Архистратига Михаила в Севастополе и ханском дворце в Бахчисарае. Для церкви Братского кладбища занимался оформлением мозаики, купленной в Венеции. Ряд его росписей присутствует во дворце в Мухалатке, делал декорации для севастопольского театра.
Протопопов — владелец художественной мастерской и фотоателье, находившихся в доме № 18 на Большой Морской. Одним из составителей книги «Спутник по Севастополю и его окрестностям» (1905), а также ряда других брошюр о Крымском полуострове.
Скончался 7 июня 1927 года в Севастополе. Похоронен на городском кладбище на улице Пожарова.
Работы Михаила Протопопова хранятся в Музее-заповедник героической обороны и освобождения Севастополя.